# NGC 3811
NGC 3811 is een balkspiraalstelsel in het sterrenbeeld Grote Beer. Het hemelobject werd op 9 februari 1788 ontdekt door de Duits-Britse astronoom William Herschel.

## Synoniemen
- UGC 6650
- MCG 8-21-91
- MK 185
- ZWG 242.74
- IRAS 11386+4758
- PGC 36265